# Sveučilište u Rijeci
Sveučilište u Rijeci (latinski Universitas studiorum Fluminensis), drugo je po starosti sveučilište s neprekidnim djelovanjem u Hrvatskoj čije se sjedište nalazi u Rijeci, dok su fakulteti smješteni u gradovima Primorja, Like i sjeveroistočne Istre.

## Povijest
Moderno Sveučilište u Rijeci osnovano je 17. svibnja 1973. godine čime je nastavljen kontinuirani razvoj i višestoljetna tradicija visokoga školstva u Rijeci čiji se početak datira u 1632. godinu kad se na Isusovačkom kolegiju počela predavati moralna teologija. Prvi plod djelovanja isusovaca u Rijeci nastao je 23. studenoga 1627. kad počinje s radom Isusovačka gimnazija. Iste je godine osnovana i vlastita knjižnica čiju tradiciju danas nastavlja Sveučilišna knjižnica u Rijeci, o čemu svjedoči najstariji ekslibris knjižnice Kolegija.
Poveljom kralja Ferdinanda II. od 31. srpnja 1633. godine učenici isusovačkog kolegija dobivaju građanska prava i povlastice koje su imali članovi akademije ili sveučilišta u Grazu, Beču i drugdje u Europi. Filozofski fakultet otvoren je 1726. kao studij u trajanju od dvije godine. Teološki studij od 1632. godine održava nastavu uz prekide, a od 1728. redovito. Od 1773. do 1780. godine u Rijeci djeluje javna Kraljevska akademija.

## Razvoj modernog Sveučilišta
Moderno Sveučilište u Rijeci razvija se poslije Drugoga svjetskog rata, posebice nakon reformi Stipe Šuvara.
Prva pomorska škola na istočnoj obali Jadranskoga mora osnovana je u Bakru 1849., a neznatno kasnije i pomorske škole u Malom Lošinju, Dubrovniku, Zadru i Splitu. Viša pomorska škola osnovana je 1949., a Pomorski fakultet 1978. godine. Viša pomorska škola u Rijeci je tek republičkim Zakonom o višim pomorskim školama iz 1959. stavljena pod nadzor NR Hrvatske; do tad je bila pod izravnim saveznim nadzorom.
Sveučilište u Rijeci trenutačno čini deset fakulteta, jedna umjetnička akademija, četiri sveučilišna odjela, sveučilišna knjižnica i studentski centar.

## Sastavnice
Sastavnice Sveučilišta u Rijeci s pravnom osobnosti su:
- Akademija primijenjenih umjetnosti
- Ekonomski fakultet
- Fakultet za menadžment u turizmu i ugostiteljstvu
- Fakultet zdravstvenih studija
- Filozofski fakultet
- Građevinski fakultet
- Medicinski fakultet
- Pomorski fakultet
- Pravni fakultet
- Tehnički fakultet
- Učiteljski fakultet
  - Područni studij Učiteljskog fakulteta u Gospiću

Sastavnice bez pravne osobnosti su:
- Fakultet dentalne medicine
- Fakultet za fiziku
- Fakultet informatike i digitalnih tehnologija
- Fakultet za matematiku
- Fakultet biotehnologije i razvoja lijekova

Centri:
- Centar za industrijsku baštinu
- Centar za istraživanje uma i ponašanja
- Centar za logiku i teoriju odlučivanja
- Centar za mikro- i nanoznanosti i tehnologije
- Centar za napredne studije jugoistočne Europe
- Centar za napredno računanje i modeliranje
- Centar za podršku pametnim i održivim gradovima
- Centar za studije mira i konflikata
- Centar za umjetnu inteligenciju i kibernetičku sigurnost
- Centar za urbanu tranziciju, arhitekturu i urbanizam
- Logopedski centar
- Jean Monnet Međusveučilišni centar izvrsnosti Opatija
- Sveučilišni savjetovališni centar

Ostale sastavnice:
- Studentski centar Rijeka
- Sveučilišna knjižnica Rijeka
- Zaklada Sveučilišta u Rijeci
- Znanstveno-tehnologijski park
- Studentski zbor Sveučilišta u Rijeci

## Rektori
- Zorislav Sapunar (1973. – 1976.)
- Zoran Kompanjet (1976. – 1978.)
- Josip Deželjin (1978. – 1980.)
- Slobodan Marin (1980. – 1984.)
- Predrag Stanković (1984. – 1986.)
- Mirko Krpan (1986. – 1989.)
- Petar Šarčević (1989. – 1991.)
- Elso Kuljanić (1991. – 1993.)
- Katica Ivanišević (1993. – 1998.)
- Danilo Pavešić (1998. – 1999.)
- Josip Brnić (1999. – 2000.)
- Daniel Rukavina (2000. – 2009.)
- Pero Lučin (2009. – 2017.)
- Snježana Prijić-Samaržija (2017. - )

## Vanjske poveznice
- Mrežne stranice Sveučilišta u Rijeci
- Online smotra Sveučilišta u Rijeci  Arhivirana inačica izvorne stranice od 15. siječnja 2013. (Wayback Machine)